# Изометрическая эквивалентность
Два множества {\displaystyle A,B\in \mathbb {R} ^{n}} называются изометрически эквивалентными, если существует движение {\displaystyle f:\mathbb {R} ^{n}\to \mathbb {R} ^{n}}, переводящее {\displaystyle A} в {\displaystyle B}. то есть{\displaystyle f(A)=B}.
Изометрическая эквивалентность является отношением эквивалентности на множестве всех подмножеств {\displaystyle {\mathcal {P}}(\mathbb {R} ^{n})} множества {\displaystyle \mathbb {R} ^{n}} и, в частности, на любом подмножестве {\displaystyle X\subset {\mathcal {P}}(\mathbb {R} ^{n})}.
Например, если {\displaystyle X\subset {\mathcal {P}}(\mathbb {R} ^{2})} —- множество всех неприводимых коник на плоскости, то изометрическая эквивалентность разбивает его на четыре семейства классов эквивалентности, представителями которых являются четыре стандартные семейства коник:
- {\displaystyle {\frac {x^{2}}{a^{2}}}+{\frac {y^{2}}{b^{2}}}\,=1}  — двупараметрическое семейство вещественных эллипсов, {\displaystyle 0<b\leq a};
- {\displaystyle {\frac {x^{2}}{a^{2}}}-{\frac {y^{2}}{b^{2}}}\,=1}  — двупараметрическое семействогипербол, {\displaystyle 0<b\leq a};
- {\displaystyle y^{2}=2px}  — однопараматрическое семейство парабол, {\displaystyle 0<p};
- {\displaystyle {\frac {x^{2}}{a^{2}}}+{\frac {y^{2}}{b^{2}}}\,=-1}  — двупараметрическое семейство мнимых эллипсов, {\displaystyle 0<b\leq a}.

Другими словами, изометрическая эквивалентность доставляет изометрическую классификацию коник на плоскости: каждая неприводимая коника на плоскости изометрически эквивалентна только одной из перечисленных стандартных коник.